# Kolchak: The Night Stalker
Kolchak: The Night Stalker (No Brasil  Kolchak e os demônios da noite) é uma série de televisão americana  exibida em 1974-1975. Conta as investigações do repórter Carl Kolchak (Darren McGavin), que vai atrás de casos misteriosos, geralmente envolvendo assassinos monstruosos e sobrenaturais. A série foi precedida por 2 filmes pilotos para TV: The Night Stalker (1972) e The Night Strangler (1973).
Apesar da curta duração, apenas 20 episódios, a série ganhou fãs que a consideram uma antecessora de séries que combinam investigação e ficção-científica, como Arquivo X (1993-2002) e, conseqüentemente,  Fringe.

## Livro original
Kolchak aparecia em um romance não publicado, The Kolchak Papers, de Jeffrey Grant Rice. Na história, o repórter de Las Vegas Carl Kolchak persegue um  serial killer que na verdade é um vampiro de nome Janos Skorzeny. Ali se sabe que Carl é um apelido para o nome de nascimento, Karel. Quando a história enfim foi publicada como livro de bolso, ela recebeu o nome de The Night Stalker  com Darren McGavin na capa.

## Filmes de TV
O livro de Rice foi adaptado por Richard Matheson para um filme produzido por Dan Curtis e dirigido por John Llewellyn Moxey. Darren McGavin interpretou Carl Kolchak. Além dele, participaram do filme Carol Lynley, Simon Oakland, Ralph Meeker, Claude Akins, Charles McGraw, Kent Smith, Stanley Adams, Elisha Cook Jr., Larry Linville, Jordan Rhodes e Barry Atwater com o vampiro Janos Skorzeny.
The Night Stalker foi exibido pela ABC em 11 de janeiro de 1972 e teve uma boa aceitação.
O sucesso fez com que o canal contratasse Richard Matheson para escrever um segundo filme: The Night Strangler (1973), sobre outro serial killer, que ataca em Seattle. Ele estrangulava suas vítimas e usou o sangue para manter-se vivo por mais de cem anos. Dan Curtis também produziu e dirigiu o segundo filme. O escritor Rice então escreveu a novelização do roteiro.
Simon Oakland repete o papel de editor do jornal. Além deles o elenco traz Jo Ann Pflug, Richard Anderson (o alquimista), Scott Brady, Wally Cox, Margaret Hamilton, John Carradine, Nina Wayne e Al Lewis.
Cenas cortadas na primeira exibição traziam um repórter interpretado por George Tobias, que investigou assassinatos durante os anos 30. As cenas aparecem no DVD do filme.

## A primeira série
Em 1973 foi elaborado o roteiro do que seria um terceiro filme para a televisão chamado The Night Killers, escrito por William F. Nolan.  Kolchak trabalha para Tony Vincenzo (Simon Oakland) e deve investigar uma série de mortes no Havaí, onde cidadãos proeminentes estão sendo substituídos por andróides. McGavin, que frequentemente brigava com Dan Curtis, disse que não gostou do roteiro e se recusou a prosseguir.
Após negociações, McGavin concordou em voltar a interpretar Kolchak, desta vez para uma série.  Rice recebeu os créditos como criador. A série se chamou The Night Stalker (originariamente era chamada de Kolchak: The Night Stalker, para não fazer confusão com Kojak, produção dos Estúdios Universal). 
A série era ambientada em Chicago e Kolchak trabalhava como repórter do Independent News Service (INS). Simon Oakland era o editor de Kolchak; Ron Updyke (Jack Grinnage), um repórter rival da INS; e Emily Cowles (Ruth McDevitt), uma anciã colunista que era a única por quem Kolchak tinha simpatia.  Em cada episódio semanal, Kolchak investigava assassinatos envovendo sobrenatural e ficção científica.  A série trazia ainda humor negro. 
Nos episódios aparecerem vários astros convidados veteranos de Hollywood: Ken Lynch, Charles Aidman, Scatman Crothers, Dick Van Patten, Jan Murray, Larry Storch, Jeanne Cooper, Alice Ghostley, Victor Jory, Murray Matheson, Julie Adams, John Dehner, Phil Silvers, Bernie Kopell, Marvin Miller, Jesse White, James Gregory, Hans Conreid, Mary Wickes, Henry Jones, Carolyn Jones, Jackie Mason, Stella Stevens, Abraham Sofaer, David Doyle, Jim Backus, Kathleen Freeman, John Hoyt e Dwayne Hickman. Outros atores que posteriormente ficaram conhecidos foram Eric Braeden, Tom Skerritt, Erik Estrada, Jamie Farr, Pat Harrington, Jr., Larry Linville e Richard Kiel. A série durou apenas 1 temporada. 
A série é ocasionalmente reexibida pelo canal Sci Fi dos Estados Unidos, com o título original Kolchak: The Night Stalker.

## Série de 2005
A Universal lançou uma nova série de Kolchak em 2005, desta vez interpretado por Stuart Townsend.  

## Cultura Popular
- Chris Carter se baseou em Kolchak para criar Arquivo X.

- Em 1997, numa aventura em quadrinhos da Marvel Comics de Venom (Venom: Seed of Darkness Minus 1), Eddie Brock, que investiga estrangulamentos, encontra um repórter de carreira arruinada em um bar. Este personagem, parecido com Kolchak, avisa Brock para não seguir o mesmo caminho.

- Em um episódio de Justice League Unlimited (Temporada 3), chamado Fearful Symmetry, aparece um repórter vestido no estilo Kolchak.

- Na série de 1987-1988 chamada Werewolf, aparece um vilão lobisomem de nome Janos Skorzeny (interpretado por Chuck Connors), o mesmo do vampiro do filme The Night Stalker.

- Em um artigo do TV Guia, Nicolas Cage atribui à Kolchak: The Night Stalker a fonte de  inspiração para produzir a série The Dresden Files, sobre um detetive particular/aventureiro que investiga crimes sobrenaturais.

## Episódios
1. The Ripper
2. The Zombie
3. They Have Been, They Will Be, They Are
4. The Vampire
5. The Werewolf
6. Fire-Fall
7. The Devil's Platform
8. Bad Medecine
9. The Spanish Moss Murders
10. The Energy Eater
11. Horror in the Heights
12. Mr R.I.N.G.
13. Primal Scream
14. The Trevi Collection
15. Chopper
16. Demon in Lace
17. Legacy of Terror
18. The Knightly Murders
19. The Youth Killer
20. The Sentry